# Juvecaserta Basket 2011-2012
Questa voce raccoglie le informazioni riguardanti la Juvecaserta Basket nelle competizioni ufficiali della stagione 2011-2012.

## Verdetti
- Serie A:
  - stagione regolare: 16º posto su 17 squadre.

## Stagione
La stagione 2011-2012 della Juvecaserta Basket, sponsorizzata Otto, è la 15ª nel massimo campionato italiano di pallacanestro, la Serie A.
Per la composizione del roster si decise di cambiare formula, passando a quella con 6 giocatori stranieri di cui massimo 2 non appartenenti a Paesi appartenenti alla FIBA Europe.

## Roster
| Giocatori |
| --------- |

|    | Naz.                                         | Ruolo | Sportivo            | Anno | Alt. | Peso |  |
| -- | -------------------------------------------- | ----- | ------------------- | ---- | ---- | ---- |  |
| 7  | Italia (bandiera)                            | G     | Giuliano Maresca    | 1981 | 192  | 86   |  |
| 9  | Italia (bandiera)                            | A     | Alex Righetti       | 1977 | 198  | 100  |  |
| 10 | Italia (bandiera)                            | G     | Domenico Marzaioli  | 1991 | 185  | 81   |  |
| 11 | Stati Uniti (bandiera) · Bulgaria (bandiera) | P     | Andre Collins       | 1982 | 183  | 77   |  |
| 12 | Stati Uniti (bandiera)                       | AC    | Andre Smith         | 1985 | 209  | 117  |  |
| 13 | Croazia (bandiera)                           | C     | Andrija Stipanović  | 1986 | 208  | 98   |  |
| 16 | Italia (bandiera)                            | G     | Dario Cefarelli     | 1993 | 193  | 98   |  |
| 17 | Croazia (bandiera) · Italia (bandiera)       | A     | David Lončarević    | 1991 | 193  | 98   |  |
| 20 | Canada (bandiera) · Paesi Bassi (bandiera)   | A     | Aaron Doornekamp    | 1985 | 198  | 96   |  |
| -  | Italia (bandiera)                            |       | Pierpaolo Di Monaco | 1992 |      |      |  |
| -  | Italia (bandiera)                            | P     | Giovanni Marini     | 1995 | 182  | 78   |  |
| -  | Italia (bandiera)                            | G     | Antonio Moretti     | 1993 | 183  |      |  |
| -  | Italia (bandiera)                            | G     | Marcello Parrillo   | 1994 | 188  |      |  |
| -  | Italia (bandiera)                            | G     | Stefano Rianna      | 1994 | 186  |      |  |
| -  | Italia (bandiera)                            | G     | Antonio Salzillo    | 1995 | 190  | 85   |  |

| Staff tecnico                    |
| -------------------------------- |
| Allenatore: Stefano Sacripanti   |
| Assistente: Massimiliano Oldoini |

| Giocatori acquisiti a stagione in corso |
| --------------------------------------- |

|    | Naz.                   | Ruolo | Sportivo                       | Anno | Alt. | Peso |  |
| -- | ---------------------- | ----- | ------------------------------ | ---- | ---- | ---- |  |
| 8  | Rep. Ceca (bandiera)   | P     | Jakub Kudláček dal 23 dicembre | 1990 | 193  | 72   |  |
| 22 | Stati Uniti (bandiera) | G     | Charlie Bell dal 5 gennaio     | 1979 | 191  | 92   |  |

| Giocatori ceduti a stagione in corso |
| ------------------------------------ |

|    | Naz.                                                   | Ruolo | Sportivo                                        | Anno | Alt. | Peso |  |
| -- | ------------------------------------------------------ | ----- | ----------------------------------------------- | ---- | ---- | ---- |  |
| 8  | Argentina (bandiera) · Italia (bandiera)               | P     | Diego Ciorciari fino al 9 dicembre              | 1980 | 183  | 82   |  |
| 4  | Stati Uniti (bandiera) · Giamaica (bandiera)           | G     | Weyinmi Efejuku Rose fino al 31 gennaio         | 1986 | 196  | 96   |  |
| 17 | Slovenia (bandiera)                                    | C     | Marko Tušek dall'11 novembre fino al 9 dicembre | 1975 | 204  | 118  |  |
| 42 | Stati Uniti (bandiera) · Macedonia del Nord (bandiera) | C     | Kevin Fletcher fino al 14 marzo                 | 1980 | 207  | 112  |  |

## Mercato

### Sessione estiva
| Acquisti | Acquisti             | Acquisti      | Acquisti   | Acquisti |
| R.       | Nome                 | da            | Modalità   |          |
| -------- | -------------------- | ------------- | ---------- | -------- |
| G        | Giuliano Maresca     | N.B. Brindisi | definitivo |          |
| AP       | Alex Righetti        | Pall. Varese  | definitivo |          |
| P        | Andre Collins        | V.L. Pesaro   | definitivo |          |
| AC       | Andre Smith          | Karşıyaka     | definitivo |          |
| C        | Andrija Stipanović   | Liegi         | definitivo |          |
| P        | Diego Ciorciari      | Minorca       | definitivo |          |
| G        | Weyinmi Efejuku Rose | Ventspils     | definitivo |          |
| C        | Kevin Fletcher       | Teramo Basket | definitivo |          |

| Cessioni | Cessioni           | Cessioni           | Cessioni       | Cessioni |
| R.       | Nome               | a                  | Modalità       |          |
| -------- | ------------------ | ------------------ | -------------- | -------- |
| P        | Łukasz Koszarek    | Włocławek          | fine contratto |          |
| AP       | Martin Colussi     | Veroli Basket      | fine prestito  |          |
| P        | Salvatore Parrillo | Basket Ferentino   | fine contratto |          |
| G        | Timmy Bowers       | Reyer Venezia      | fine contratto |          |
| P        | Fabio Di Bella     | Sutor Montegranaro | fine contratto |          |
| C        | Luca Garri         | Pall. Varese       | fine contratto |          |
| AP       | Ebi Ere            | Obradoiro          | fine contratto |          |
| AG       | Phil Martin        | Barcellona         | fine contratto |          |
| AG       | Jumaine Jones      | V.L. Pesaro        | fine contratto |          |
| C        | Eric Williams      | Astana             | fine contratto |          |

### Dopo l'inizio della stagione
| Acquisti | Acquisti       | Acquisti       | Acquisti   | Acquisti |
| R.       | Nome           | da             | Modalità   |          |
| -------- | -------------- | -------------- | ---------- | -------- |
| C        | Marko Tušek    | Free agent     | definitivo |          |
| P        | Jakub Kudláček | Pall. Reggiana | prestito   |          |
| G        | Charlie Bell   | Free agent     | definitivo |          |

| Cessioni | Cessioni             | Cessioni        | Cessioni    | Cessioni |
| R.       | Nome                 | a               | Modalità    |          |
| -------- | -------------------- | --------------- | ----------- | -------- |
| P        | Diego Ciorciari      | G. de Comodoro  | rescissione |          |
| G        | Weyinmi Efejuku Rose | Indios Mayagüez | rescissione |          |
| C        | Marko Tušek          | Vanoli Cremona  | rescissione |          |
| C        | Kevin Fletcher       | Free agent      | rescissione |          |